# Kip, ik heb je of De prinses zoekt een man
Kip, ik heb je of De prinses zoekt een man is een  sprookjesachtig hoorspel van Zdenĕk Svĕrák. Gérard van Kalmthout vertaalde het en de KRO zond het uit op dinsdag 25 april 1967 in het programma Dinsdagavondtheater. De muziek van Jan Lambrechts werd uitgevoerd onder leiding van de componist. De regisseur was Willem Tollenaar. De uitzending duurde 44 minuten.

## Rolbezetting
- Huib Orizand (Reuskegel, opperhofstalactiet)
- Simone Rooskens (prinses Patsy)
- Paul van der Lek (Zoek-zoek-zoek)
- Hans Veerman (Jàsz)
- Jan Borkus (Nepomuk)
- Peronne Hosang (de koningin)

## Inhoud
Dit hoorspel speelt zich af in een druipsteengrot, aan  het hof van een fantasiestaatje en verder in een heuvelachtig romantisch landschap. Het duurt jaren en jaren eer een druppel van de stalactieten naar beneden komt om een van de stalagmieten te ontmoeten. Zo hoort het ook. Deze rustige regelmaat van reikhalzend verlangen en langzame toenadering wordt bruut verstoord door de baldadige prinses Patsy, een ongetemd feeksje. Ze dendert op haar rolschaatsen over het “dak” van de grot en veroorzaakt een stortvloed van druppels. Op een van haar rolschaatstochten ontmoet ze een poëtische jongeman die altijd naar iets op zoek is en daarom Zoek-zoek-zoek wordt genoemd. Hij zoekt de wonderlijkste dingen en vindt die ook en daarom herdoopt prinses Patsy hem in Kip-ik-heb-je. Door zijn broers, de domme Jàsz en de slimme Nepomuk, wordt hij bespot en misbruikt. De prinses is echter op slag verliefd op hem en zij vindt het zelfs niet belachelijk als hij op zoek gaat naar de echo, die hij tot haar en zijn geluk ten slotte nog vindt ook…